# Йохан Албрехт фон Бюлов
Йохан Албрехт фон Бюлов (на немски: Johann Albrecht von Bülow; * 27 декември 1708 в Глубенщайн; † 19 септември 1776 в Берлин) е кралски пруски генерал на пехотата при Фридрих Велики.
Той е от старата благордническа фамилия фон Бюлов от Мекленбург. Той е син на пруския офицер Даниел Левин фон Бюлов (1677 – 1758) и съпругата му Доротея Маргарета фон Шлубхут (1691 – 1742). По-малкият му брат Кристоф Карл фон Бюлов (1716 – 1788) е кралски пруски генерал на кавалерията.
Йохан Албрехт фон Бюлов започва млад служба при генерал Леополд i фон Анхалт-Десау. През 1743 г. той става майор в регимент Маркграф Карл, през май 1750 г. е повишен на полковник-лейтенант, през септември 1754 г. на полковник, на 21 март 1757 г. на генерал-майор и на 6 февруари 1760 г. на генерал-лейтенант. Малко след това той е пленен. През 1775 г. той е повишен на генерал на пехотата. През 1766 г. той става губернатор на Шпандау и купува именията Лихтерфелде и Гизенсдорф. Награден е с Орден Черен орел. Той има също къща в Берлин, където умира през 1776 г. Бюлов е погребан при съпругата му във фамилната гробница под селската църква на Берлин-Лихтерфелде.

## Фамилия
Йохан Албрехт фон Бюлов се жени за Магдалена Якобина фон Форестиер, дъщеря на полковник Йохан фон Форестиер (на френски: Жан де Форестиер; † 9 октомври 1780). Те имат един син:
- Карл Леополд Даниел фон Бюлов (1748 – 1822), женен за Луиза фон Людериц (1755 – 1831).